# Historias de aparecidos
Historia de aparecidos es una película documental argentina de Pablo Torello, quien también escribió el guion, estrenada el 28 de abril de 2005.

## Sinopsis
La película sigue la ruta completa del secuestro, tortura, asesinato en un vuelo de la muerte durante la dictadura argentina (1976-1983) y, décadas después, la recuperación de los cuerpos de Azucena Villaflor, Esther Ballestrino y María Ponce, fundadoras de Madres de Plaza de Mayo secuestradas entre el 8 y el 10 de diciembre de 1977 por un grupo de tareas de la ESMA.

## Otros datos técnicos
- Investigación: Tomás Fernández

### Entrevistados
- Víctor Basterra
- Luis Berbel
- Alberto Catulo
- Alfonso Catulo
- Mario Cavo
- Nora Cortiñas
- Graciela Daleo
- Estela de Carlotto
- Juan De Jesús
- Sara Derotier
- Cecilia de Viñas
- Adriana Ferraro
- Miriam Lewin
- Elvio Montenegro
- Norma Moreni
- Gustavo Onisuk
- Lila Pastoriza
- Adolfo Pérez Esquivel
- José Pérgamo
- Carlos Somigliana (Maco)
- Juan Stochi
- Horacio Verbitsky
- Julieta Viñas
- Patricia Walsh
- Eladio Zueta